# Pista de aceleración

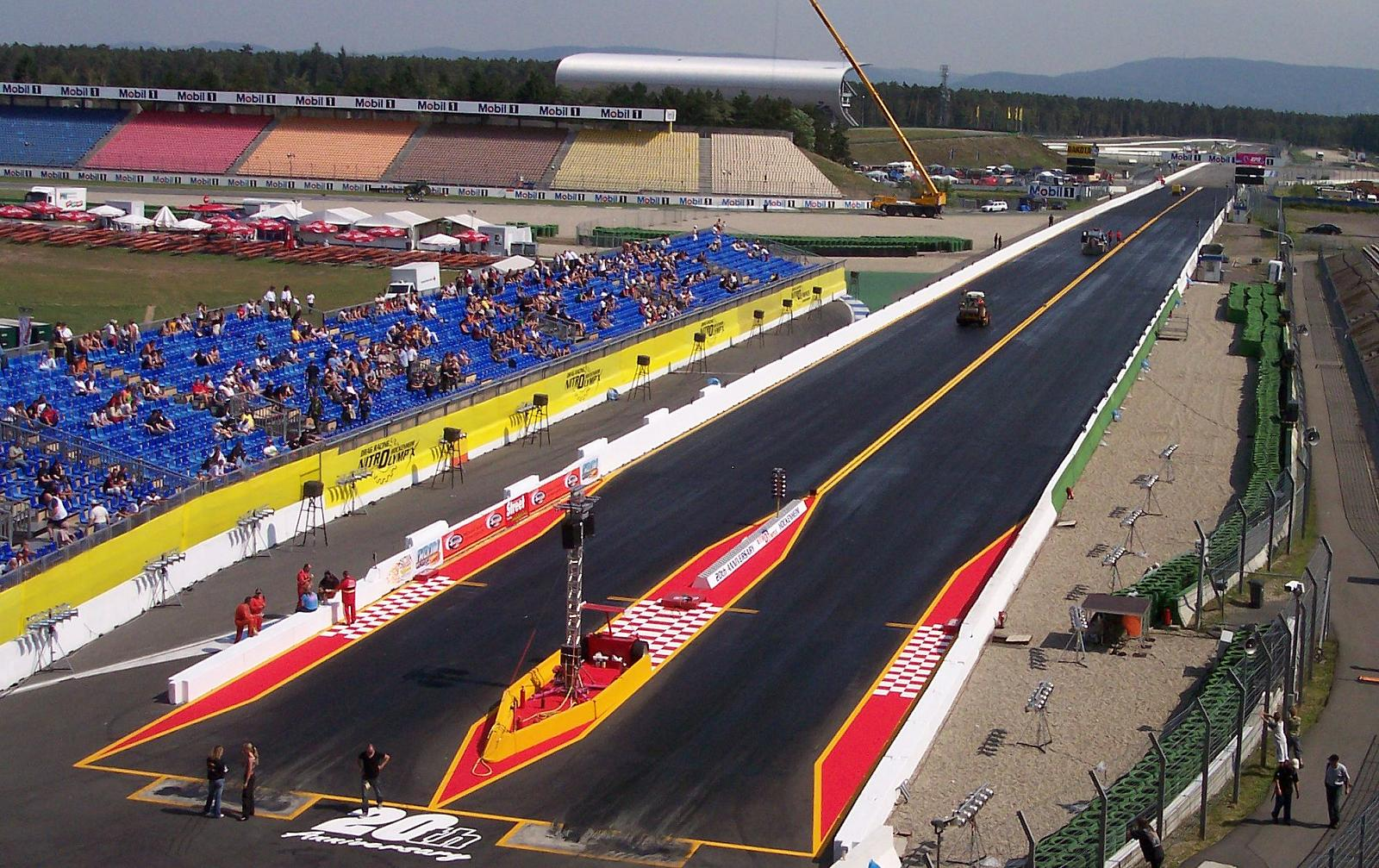
La pista de Hockenheimring, 2005

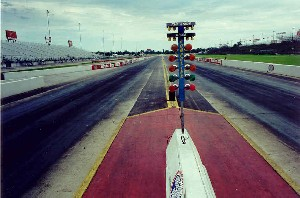
Vista desde la salida.

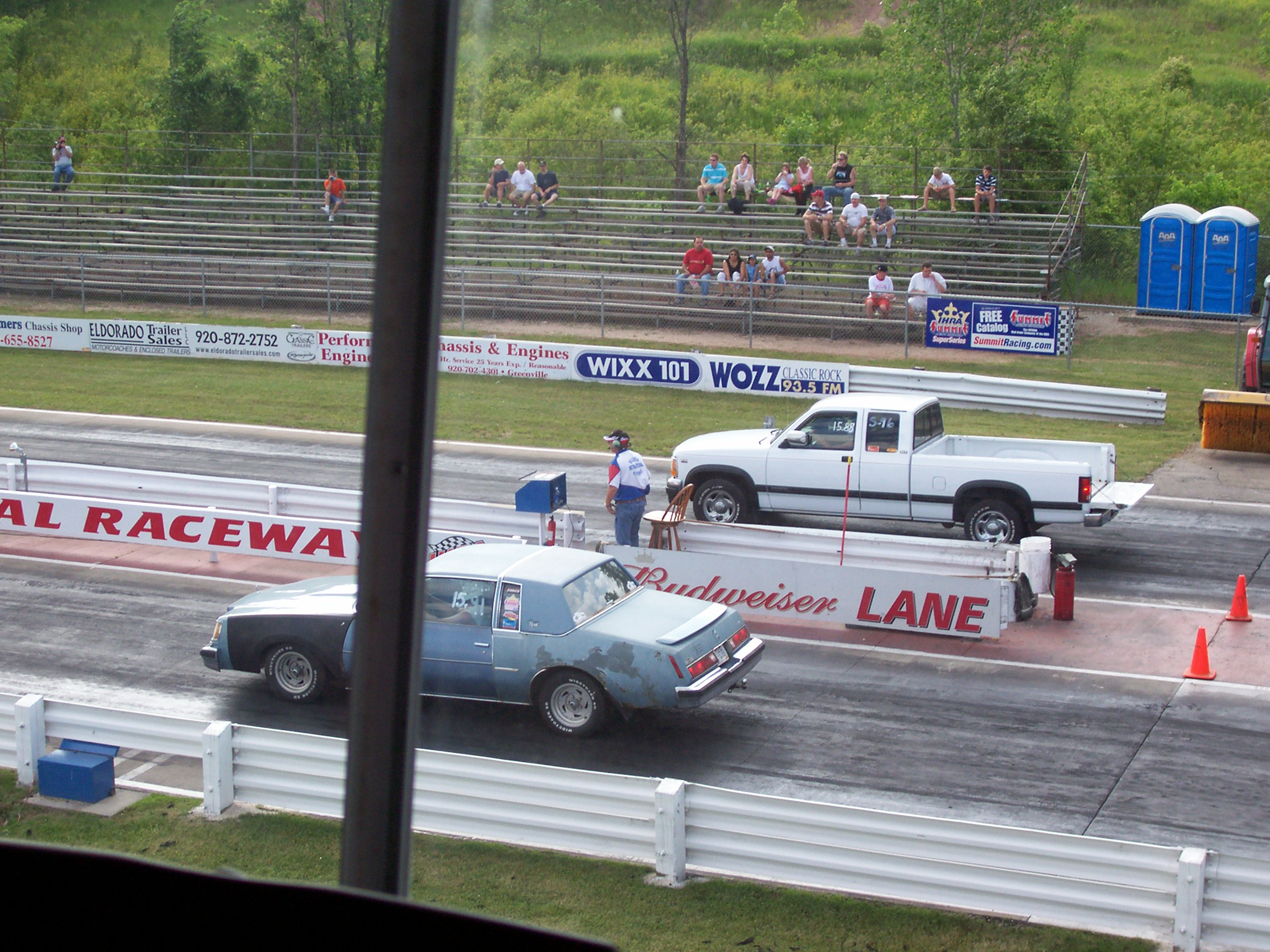
Vehículos listos para la salida.

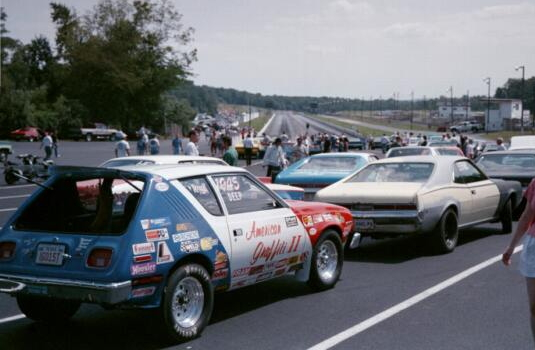
Más vehículos esperando su turno.

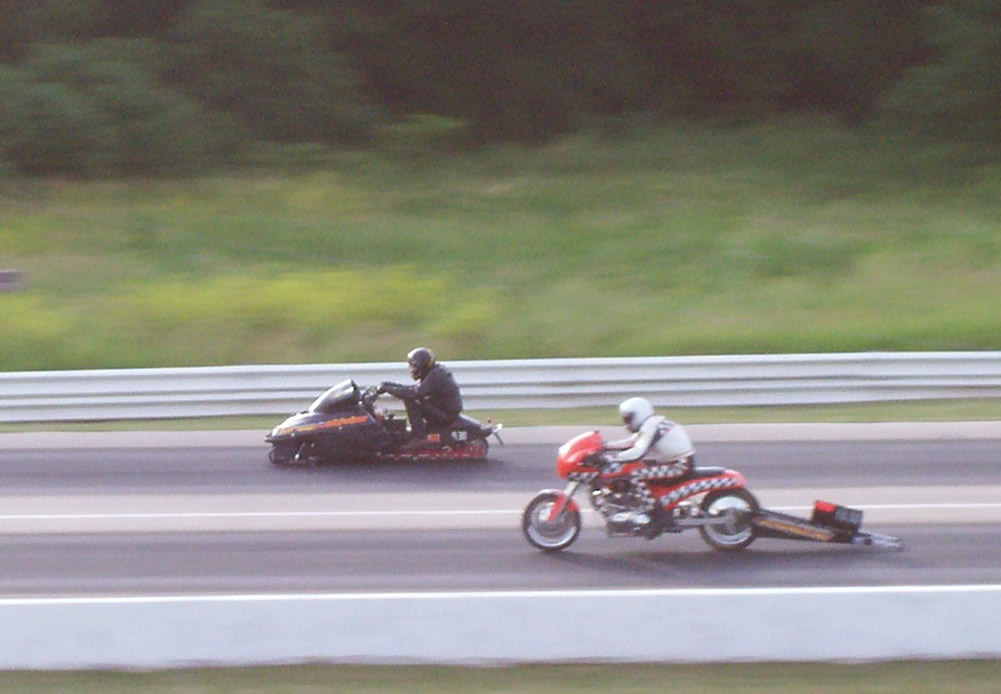
Una moto de nieve contra una motocicleta.

Una pista de aceleración, también llamadas pistas de drag (o dragstrip en inglés) son pistas para realizar eventos y competiciones de automóviles y motocicletas, normalmente piques. La medida, también utilizada como sobrenombre, más conocida para estas pistas es el medio kilómetro o cuarto de milla (exactamente 402 metros y 1320 pies). La carrera comienza desde una parrilla de salida en la que hay 3 factores importantes: la reacción del piloto, el par del vehículo y la tracción del mismo.

## Características
Una pista de aceleración consiste en una recta, que puede tener distintas medidas, ya sea de medio kilómetro o un cuarto de kilómetro, y al final una zona de descarga para que los vehículos puedan detenerse tras haber cruzado la línea de meta. También hay pistas de habilitada para regresar que se encuentra al final de la pista, que evacúa hacia la zona inicial.

## Requisitos
Al igual que los demás deportes de motor, las carreras de aceleración tienen requisitos de seguridad para los vehículos que compiten.

## Tiempos en medio kilómetro
Los tiempos de aceleración verían entre vehículos idénticos, debido a varios factores: preparación del vehículo, agente climatológicos, experiencia del piloto, carga, etc.
| Vehículo                                  | Tiempo y velocidad                        | Notas                                                                |
| ----------------------------------------- | ----------------------------------------- | -------------------------------------------------------------------- |
| Rocket dragster                           | 3.2 s @ ~390 mph (627,6 km/h)             | Kitty O'Neil, 1977 en Mojave Desert                                  |
| Top Fuel Dragster                         | 4.503 s @ ~332,02 mph (534,3 km/h)        | Larry Dixon, 30 de marzo de 2012, Willowbank Raceway                 |
| Top Fuel Dragster (1000 foot)             | ET: 3.701 s @ ~328,78 mph (529,1 km/h)    | Antron Brown, 8 de octubre de 2012, Maple Grove Raceway, Mohnton, PA |
| Top Fuel Dragster (1000 foot)             | Speed: 3.802 s @ ~332,18 mph (534,6 km/h) | Spencer Massey, 15 de abril de 2012, Concord, NC                     |
| Top Fuel Funny Car (1000 foot)            | 3.901 s @ ~325,69 mph (524,1 km/h)        | Jack Beckman, 22 de agosto de 2015, Brainerd International Raceway   |
| Top Alcohol                               | 5.2 s @ ~250 mph (402,3 km/h)             |                                                                      |
| Pro Modified Top Doorslammer en Australia | 5.745 s @ ~252,24 mph (405,9 km/h)        | John Zappia, 8 de junio de 2013, Willowbank Raceway                  |
| Pro Stock                                 | 6.455 s @ ~214,48 mph (345,2 km/h)        | Jason Line, 29 de marzo de 2015, en zMax Dragway                     |
| Top Fuel Bike                             | 5.799 s @ 245,36 mph (394,9 km/h)         | Larry McBride, marzo de 2006, Valdosta, Georgia                      |
| Pro Stock Motorcycle                      | 6.750 s @ ~199,26 mph (320,7 km/h)        | Eddie Krawiec, 10 de marzo de 2012, at Gainesville Raceway           |
| Electric Motorcycle                       | 6.94 s @ ~201,37 mph (324,1 km/h)         | Larry McBride, 4 de mayo de 2012, at Virginia Motorsports Park       |